# 1949 Messina
1949 Messina (1936 NE) là một tiểu hành tinh vành đai chính được phát hiện ngày 8 tháng 7 năm 1936 bởi C. Jackson ở Johannesburg.